# فرانك سنو
فرانك سنو (بالإنجليزية: Frank Snow)‏ هو سياسي أمريكي، ولد في 18 أبريل 1941، وتوفي في 2 مايو 2015.